# Gerrit de Postduif
Gerrit de Postduif, ook Ome Gerrit genoemd, is een personage uit de Nederlandse poppenserie De Fabeltjeskrant. Hij is een postduif die zich  volledig als mens gedraagt.

## Verhaallijnen
Nadat Gerrit onherstelbaar geblesseerd is geraakt aan zijn poot, komt hij in het Grote Dierenbos terecht, alwaar hij zijn eigen postkantoor (het post- en opduifkantoor), gebouwd door de Gebroeders Bever, opent. Bij tijd en wijle vertelt hij de andere dieren over de tijd dat hij aan de top stond in de duivensport. Hij wordt dan al gauw afgekapt met de mededeling dat hij dit verhaal al zo vaak heeft verteld. 
Gerrit draagt een hoortoestel dat niet altijd even goed werkt. Hij spreekt met een Amsterdams accent.

## Trivia
- Ome Gerrit was een van de favoriete personages van stemacteur Ger Smit, die zijn stem insprak;
- Ome Gerrit was de winnaar van het zangfestijn Het Landjuweel, een liedjeswedstrijd uit de jaren zeventig, waarin de kijkbuiskinderen uit verschillende liedjes konden kiezen;
- Op het postkantoor verwijst hij de overige dieren meestal naar loket 3 als zij iets van hem gedaan willen hebben;
- In de tweede serie was zijn postkantoor gemoderniseerd met zonnepanelen op het dak en een "verreschrijver" (telex).